# Helicomastax mnioides
Helicomastax mnioides är en insektsart som beskrevs av David M. Rowell och Bentos-pereira 2001. Helicomastax mnioides ingår i släktet Helicomastax och familjen Eumastacidae. Inga underarter finns listade i Catalogue of Life.